# New Buffalo
New Buffalo es una ciudad ubicada en el condado de Berrien en el estado estadounidense de Míchigan. En el Censo de 2010 tenía una población de 1883 habitantes y una densidad poblacional de 0,29 personas por km².

## Geografía
New Buffalo se encuentra ubicada en las coordenadas 41°47′34″N 86°44′31″O / 41.79278, -86.74194. Según la Oficina del Censo de los Estados Unidos, New Buffalo tiene una superficie total de 6547.49 km², de la cual 6482.71 km² corresponden a tierra firme y (0.99%) 64.75 km² es agua.

## Demografía
Según el censo de 2010, había 1883 personas residiendo en New Buffalo. La densidad de población era de 0,29 hab./km². De los 1883 habitantes, New Buffalo estaba compuesto por el 93.41% blancos, el 1.65% eran afroamericanos, el 0.53% eran amerindios, el 0.32% eran asiáticos, el 0.21% eran isleños del Pacífico, el 2.6% eran de otras razas y el 1.27% pertenecían a dos o más razas. Del total de la población el 4.41% eran hispanos o latinos de cualquier raza.